# Louis Picamoles
Louis Picamoles (Parigi, 5 febbraio 1986) è un rugbista a 15 francese, dal 2021 terza linea centro del Bordeaux Bègles.

## Biografia
Picamoles iniziò a giocare a rugby in un club di Le Chesnay, cittadina della regione dell'Île-de-France. Nella prima adolescenza si trasferì a Montpellier con la famiglia continuando l'attività sportiva nelle squadre locali, fino a entrare nell'accademia del Montpellier Hérault Rugby a 17 anni.
L'esordio professionistico avvenne durante la stagione 2004-2005 del Top 16, quando aveva solo diciotto anni. Nella stessa annata esordirono tra i professionisti anche Fulgence Ouedraogo, François Trinh-Duc e Julien Tomas suoi coetanei e compagni di giovanili nel Montpellier; assieme diventarono successivamente un punto di riferimento nel club e raggiunsero la nazionale francese, guadagnandosi dalla stampa il soprannome Les Quatre Fantastiques. Dopo aver ottenuto una ventina di presenze nei primi tre anni, Picamoles si impose come titolare nel corso del Top 14 2007-2008, al termine del quale fu nominato nella formazione ideale del torneo nel ruolo di terza linea centro. Arrivato al quinto anno di permanenza nel Montpellier, nel gennaio 2009 firmò un accordo quadriennale che lo legò al Tolosa a partire dalla stagione successiva. Il primo triennio con la nuova squadra fu ricco di successi: dopo la vittoria dell'Heineken Cup 2009-2010, conquistò il Top 14 2010-2011, giocando da titolare la finale proprio contro Montpellier, e il Top 14 2011-2012. Questi tre titoli consecutivi furono, però, seguiti da un lungo periodo di insuccessi, dove, nonostante discreti risultati di squadra, la maggiore soddisfazione fu l'inclusione nei candidati al premio di giocatore dell'anno dell'ERC nell'annata 2013-2014. Dopo aver trascorso sette anni nel Tolosa, nel novembre 2015 annunciò il suo trasferimento in Inghilterra nel Northampton. Esordì con la formazione inglese nell'English Premiership 2016-2017 al cui termine, nonostante il settimo posto finale dei Saints, fu inserito nella squadra ideale del torneo. L'esperienza d'oltremanica durò, però, una sola stagione, dopo la quale fece ritorno in Francia al Montpellier. Il primo anno con il suo vecchio club fu notevole: nominato capitano dall'allenatore Vern Cotter, condusse la squadra alla finale di Top 14 persa contro Castres segnando dodici mete durante la competizione (miglior marcatore tra gli avanti). Nel novembre 2019, nel corso di un incontro della fase a gironi dell'European Rugby Champions Cup 2019-2020, subì un grave infortunio al ginocchio che lo tenne lontano dai campi da gioco per più di un anno.
Picamoles rappresentò la selezione francese a livello sia universitario sia Under-19 (categoria nella quale partecipò, nel 2005, al campionato del mondo) e Under-21 (Sei Nazioni di categoria). Nel 2008 il commissario tecnico della Francia Marc Lièvremont lo incluse nella squadra per il Sei Nazioni. Esordì in nazionale alla seconda giornata subentrando dalla panchina contro l'Irlanda; giocò poi come titolare le sfide contro Inghilterra e Italia. Successivamente fu presente in tutti gli incontri del tour estivo e della sessione novembrina di amichevoli, durante la quale segnò la sua prima meta internazionale contro i Pacific Islanders. Anche nella stagione seguente fu utilizzato con regolarità, disputando ancora il Sei Nazioni e i test-match di giugno e di novembre. Nonostante nei due anni successivi fosse sceso in campo solamente nelle due partite della tournée estiva 2010, Lievremont lo selezionò nel gruppo allargato per la Coppa del Mondo di rugby 2011. Le buone prestazioni nelle sfide preparatorie gli valsero la convocazione definitiva per il mondiale, dove giocò solo tre degli incontri che portarono i Bleus fino alla finale persa contro la Nuova Zelanda. La nuova gestione di Philippe Saint-André lo vide subito impiegato con costanza; nelle prime tre annate mancò solamente tre partite tra quelle disputate dalla Francia, saltando però le amichevoli autunnali sia nel 2013 sia nel 2014. Un'infezione polmonare contratta nell'estate 2014 e un infortunio alla coscia subito nel gennaio 2015 lo tennero lontano dalla nazionale per quasi un anno. A dispetto di ciò, Saint-André lo selezionò per la Coppa del Mondo di rugby 2015. Nel corso della competizione iridata, della quale mancò una sola sfida, raggiunse il traguardo della cinquantesima presenza in nazionale nel primo incontro con l'Italia, successivamente segnò l'unica meta dei transalpini nella sconfitta ai quarti di finale per mano degli All Blacks. Il nuovo selezionatore della nazionale francese Guy Novès lo chiamò per il Sei Nazioni 2016, ma un infortunio subito dopo quindici minuti della sfida inaugurale con l'Italia mise fine al suo torneo. Ritornato in occasione del tour di giugno, non saltò più nessun incontro della gestione di Novès durata fino a dicembre 2017. Jacques Brunel, subentrato come commissario tecnico, lo selezionò per il Sei Nazioni 2018, facendolo entrare dalla panchina contro la Scozia alla seconda giornata. I comportamenti inappropriati tenuti da Picamoles e da altri otto compagni di squadra la sera dopo quella partita furono, però, la causa della sua esclusione dalla continuazione del torneo. Fece ritorno in nazionale solo a novembre, in occasione dei test-match autunnali che disputò tutti dal primo minuto, così come i successivi incontri del Sei Nazioni 2019. Dopo aver ben figurato nelle amichevoli preparatorie, Brunel lo incluse tra i convocati definitivi per la Coppa del Mondo di rugby 2019. Nella sfida della fase a gironi contro gli Stati Uniti vestì per la prima e unica volta la fascia di capitano. Solo diciotto giorni dopo, al termine del quarto di finale perso contro il Galles, Picamoles annunciò il ritirò dall'attività internazionale. In quel momento risultava essere primo per presenze come numero otto titolare nella nazionale francese (60) e decimo, a pari merito con Imanol Harinordoquy, per apparizioni totali (82).
Picamoles può vantare una presenza con i Barbarians francesi ottenuta nella partita contro Tonga disputata nel novembre 2010.

## Palmarès
- Campionati francesi: 2
Tolosa: 2010-11, 2011-12
- Heineken Cup: 1
Tolosa: 2009-10
- Challenge Cup: 1
Montpellier: 2020-21